# Венсан Герен
Венса́н Гере́н (фр. Vincent Guérin, нар. 22 листопада 1965, Булонь-Біянкур) — французький футболіст, що грав на позиції півзахисника.
Виступав, зокрема, за клуб «Парі Сен-Жермен», а також національну збірну Франції.
Чотириразовий володар Кубка Франції. Триразовий володар Кубка французької ліги. Чемпіон Франції. Володар Кубка Кубків УЄФА. 

## Клубна кар'єра
У дорослому футболі дебютував 1984 року виступами за команду клубу «Брест», в якій провів чотири сезони, взявши участь у 91 матчі чемпіонату. 
Згодом з 1988 по 1992 рік грав у складі команд клубів «Расінг» (Париж) та «Монпельє».
Своєю грою за останню команду привернув увагу представників тренерського штабу клубу «Парі Сен-Жермен», до складу якого приєднався 1992 року. Відіграв за паризьку команду наступні шість сезонів своєї ігрової кар'єри. Більшість часу, проведеного у складі «Парі Сен-Жермен», був основним гравцем команди.
Протягом 1998—1999 років захищав кольори команди шотландського клубу «Хартс».
Завершив професійну ігрову кар'єру у клубі «Ред Стар», за команду якого виступав протягом 2001—2002 років.

## Виступи за збірну
1993 року дебютував в офіційних матчах у складі національної збірної Франції. Протягом кар'єри у національній команді, яка тривала 4 роки, провів у формі головної команди країни 19 матчів, забивши 2 голи.
У складі збірної був учасником чемпіонату Європи 1996 року в Англії.

## Титули і досягнення

### Командні
- Чемпіон Франції (1):

«Парі Сен-Жермен»:  1993-94
- Володар Кубка Франції (4):

«Монпельє»:  1989-90
«Парі Сен-Жермен»:  1992-93, 1994-95, 1997-98
- Володар Кубка французької ліги (3):

«Монпельє»:  1991-92
«Парі Сен-Жермен»:  1994-95, 1996-97
- Володар Суперкубка Франції (1):

«Парі Сен-Жермен»: 1995
- Володар Кубка Кубків УЄФА (1):

«Парі Сен-Жермен»:  1995–96
- Чемпіон Європи (U-21) (1):

Франція (U-21):  1988

### Особисті
- Французький футболіст року (1):

1995